# Снодди, Алан
Алан Гордон Снодди (англ. Alan Gordon Snoddy; род. 29 марта 1955, Белфаст) — североирландский футбольный судья.

## Карьера
В 1979 году дебютировал в качестве судьи матчей чемпионата Северной Ирландии по футболу, а уже в следующем году был включён в список футбольных арбитров ФИФА.
На чемпионате мира по футболу 1986 года Снодди был назначен арбитром матча между сборными Марокко и Португалии, проходившего в Гвадалахаре. На чемпионате мира 1990 года Снодди судил матч между сборными Колумбии и ФРГ, который проходил на стадионе «Джузеппе Меацца» в Милане и завершился со счётом 1:1.

## Личная жизнь
3 июля 1976 года Снодди женился на своей избраннице Элейн, с которой у них есть трое детей: Филипп, Грэм и Виктория.